# Miss You (Aaliyah-låt)
Miss You är en R&B-ballad sjungen av den amerikanska sångerskan Aaliyah, skriven och producerad av Teddy Bishop. Låten gavs ut som den ledande singeln från Aaliyahs första postumt utgivna musikalbum, I Care 4 U (2002). Den hade innan sin release varit en outgiven av låt från sångerskans tredje studioalbum, Aaliyah. 
Sången klättrade till en 3:e plats på USA:s singellista Billboard Hot 100 och över topp-tio i Tyskland och Taiwan. "Miss You" tog sig också över topp-20 i Danmark, Kanada och Schweiz. 
Låten sjungs från en ung kvinnas perspektiv som desperat saknar sin pojkvän som åkt iväg för att gå på college. Hon undrar om han fortfarande älskar henne trots deras separation och befarar att hon har förlorat honom till sitt nya liv. Refrängen lyder;
Now I'm sitting here thinking 'bout you
 And the days we used to share...
 It's driving me crazy, I don't know what to do
 I'm just wondering if you still care.
 I don't wanna let you know that it's killing me
 I know you got another life
 You gotta concentrate, baby
 Come back, to me...

## Musikvideo
Musikvideon för singeln regisserades av Darren Grant som tribut till Aaliyah. I videon syns flera av sångerskans nära vänner och arbetspartners så som Timbaland, DMX, Missy Elliott, Toni Braxton, Tweet, Static Major samt flera andra. Videon filmades på två platser; Long Island City, New York och Los Angeles, Kalifornien. 
Klipp på Aaliyah användes från hennes äldre musikvideor medan nyinspelade klipp på artisterna nämnda ovan användes växelvis. I videon syns stora planscher med fotografier i bakgrunden medan kändisarna sjunger till låten. 

## Format och Innehållsförteckning
Amerikansk/UK CD-singel
1. "Miss You" (album version) - 4:04
2. "Miss You" (remix) - 3:51

Amerikansk promo-singel
1. "Miss You" (album version) - 4:04

## Listor
| Lista (2003)                                 | Topp-position |
| -------------------------------------------- | ------------- |
| Österrikes singellista                       | 29            |
| Kanadas singellista                          | 14            |
| Danmarks singellista                         | 15            |
| Hollands singellista                         | 14            |
| Tysklands singellista                        | 8             |
| Tyska JAM FM listan                          | 1             |
| Sveriges singellista                         | 40            |
| Schweiz singellista                          | 15            |
| Taiwans singellista                          | 8             |
| Amerikanska Billboard Hot 100                | 3             |
| Amerikanska Billboard Hot R&B/Hip-Hop Tracks | 1             |